# Murina bicolor
Murina bicolor is een soort vleermuis uit het geslacht Murina die voorkomt op Taiwan.

## Naamgeving
De soortaanduiding "bicolor" is Latijn voor "tweekleur" en is een verwijzing naar de verschillende kleur van de buik- en rugzijde.

## Voorkomen
M. bicolor komt sporadisch voor op hoogtes tussen 400 en 3.200 meter in Taiwan.

## Kenmerken
M. bicolor is een relatief groot lid van het geslacht Murina. De voorarmlengte bedraagt 37 tot 42 mm. De rug is roodbruin gekleurd, de buikzijde is geel, maar de borstreeks is bij sommige exemplaren wit tot witgeel. De oren zijn ovaal. Dicht bij de eerste teen is de vleugel aangehecht. Het membraan tussen de achterpoten is aan de rugzijde behaard, de onderkant is naakt, behalve nabij het lichaam.
1. ↑  (en) Murina bicolor op de IUCN Red List of Threatened Species.